# Сан Винченцо (Пескара)
Сан Винченцо (итал. San Vincenzo) је насеље у Италији у округу Пескара, региону Абруцо.
Према процени из 2011. у насељу је живело 61 становника. Насеље се налази на надморској висини од 407 м.